# Zatrute pióro (powieść)
Zatrute pióro (ang. The Moving Finger) – powieść Agathy Christie wydana w 1942 roku. Pojawia się w niej panna Jane Marple, detektywka amatorka.

## Fabuła
Jerry Burton, młody lotnik, po wypadku samolotowym wyjeżdża z siostrą, Joanną, do Lymstock, aby wykurować się i odpocząć. Okazuje się jednak, że w tym małym i cichym miasteczku ktoś rozsyła ohydne anonimy. Wkrótce dochodzi do tragedii: pani Symmington po otrzymaniu listu popełnia samobójstwo. Kto z mieszkańców Lymstock jest autorem anonimów? Panna Marple pomaga rozwiązać zagadkę. Po jej rozwiązaniu, autorem listów okazał się pan Symmington. Chciał pozbyć się żony i stworzyć nową rodzinę z guwernantką.